# 陳杰屏
陳杰屏（英語：Kanas Chan，12月1日—），香港新聞從業員，前Now寬頻電視新聞台首席記者，現移民美國洛杉磯。
陳杰屏早年畢業於可立中學，畢業於香港城市大學新聞及傳播學院，2003年中加入銀河衛視新聞台（即無綫收費電視新聞台/無綫互動新聞台的前身），他大學三年級時任無線新聞部工作，曾任職Now寬頻電視新聞台記者，2009年轉職亞視新聞部監製。
陳杰屏由2010年8月移民美國洛杉磯。
2016年起成為自由身工作者，目前於新城財經台及Meeeepmore頻道擔任客席主席。2019年考獲日本專門家檢定協會一級整理收納師資格，現為整理收納師。